# Filmerbe
Als Filmerbe, filmisches Erbe oder – je nach Definition – auch audio-visuelles Erbe bezeichnet man Bewegtbildmaterial, welches im öffentlichen Interesse für kulturelle, wissenschaftliche Bildungs- und Forschungszwecke gesammelt, erhalten und bereitgestellt wird. Das Filmerbe ist Teil des gesamten Kulturerbes.
Zweck der Archivierung ist der Schutz der filmhistorischen Errungenschaften und die Wertschätzung des Films sowohl als Kunstform als auch als Zeugnis unserer Vergangenheit. Dabei kommt dem Bewegtbild als kulturellem Gedächtnis des 20. und 21. Jahrhunderts eine besondere Funktion zu. Zweck der Archivierung ist die Bewahrung und der Zugang zu diesem Erbe in Gegenwart und Zukunft: als Massenmedium, Kunstform und Zeugnis der Vergangenheit. Diese Aufgabe wird vor allem von Filmarchiven übernommen, die sie meist mit systematischen Diskurs-, Bildungs- und Ausstellungsangeboten verbinden, um die gemeinsame Auseinandersetzung mit Filmemacherinnen, Sammlerinnen, Bildungsinstitutionen, verschiedenen Fachpublika und der breiten Öffentlichkeit zu fördern. Da das Bewegtbild nach und nach alle Lebens- und Arbeitsbereiche der Gesellschaft durchdrungen hat, ist das Filmerbe unverzichtbarer Bestandteil und Gegenstand von Zeit-, Kultur-, Kunst-, Technik-, Material-, Wirtschafts- und Wissenschaftsgeschichte. 

## Definition
Die exakte Definition des Begriffs ist umstritten. Nach Auffassung des Europarats umfasst das Filmerbe Bewegtbildmaterial gleich welcher Länge, insbesondere aber Kinospielfilme, Zeichentrickfilme und Dokumentarfilme, das für die Vorführung in Filmtheatern vorgesehen ist. Mit der Durchsetzung digitaler Filmproduktion und -Distribution sind die analog (z. B. auf 35mm- oder 16mm-Filmmaterial) hergestellten Werke tendenziell nicht mehr für die Öffentlichkeit zugänglich. In diesem Kontext gewann der Begriff Filmerbe auch in der politischen Diskussion stärkere Bedeutung. Denn mit den weitgehend digitalen Vertriebswegen werden analog produzierte Filme tendenziell unsichtbar; ihre Zugänglichkeit – durch digitale Projektion in Kinos, Ausstrahlung im Fernsehen, Vertrieb über DVD/BluRay oder Bereitstellung auf Streaming-Plattformen – kann nur durch eine Digitalisierung ermöglicht werden.

### Digitalisierung und finanzielle Herausforderungen
Die deutschen Filmerbe-Institutionen haben in diesem Zusammenhang darauf hingewiesen, dass eine vollständige Digitalisierung der in ihren Archiven überlieferten Filme (die wiederum nur einen Teil der früheren Produktion umfassen) eine sehr langfristige Aufgabe darstellt, die nach derzeitigem Stand in keiner Weise finanziell abgesichert ist. Dennoch stellen zumindest die in diesen Archiven verwahrten Titel einen unbestreitbar wichtigen Teil des Filmerbes dar: Sie sind durch ihre Aufnahme in diese Archive, sei es aufgrund gesetzlicher Verpflichtung oder aufgrund kuratorischer und inhaltlicher Priorisierung, als archivwürdig anerkannt, und damit ist sowohl ihre Erhaltung als auch ihre Zugänglichmachung als Aufgabe der Archive definiert.

### Sicherung des Filmerbes
Da entsprechende Mittel nicht zur Verfügung gestellt wurden, ist mit dem Förderprogramm Filmerbe (FFE) eine Maßnahme verabschiedet worden, die eine prioritäre Digitalisierung ermöglicht. Diese Digitalisierung des deutschen Filmerbes ist organisatorisch seit Januar 2019 bei der Filmförderungsanstalt (FFA) angesiedelt, das Programm ursprüngliche für einen Zeitraum von zunächst 10 Jahren mit jährlich bis zu 10 Millionen Euro konzipiert. Unabhängig davon bleibt der Erhalt der analogen Ausgangsmaterialien eine archivalische Verpflichtung. Auch hierfür fehlen nach jetzigem Stand die notwendigen finanziellen Mittel. Der Kinematheksverbund als Zusammenschluss deutscher Filmerbe-Institutionen hat auf diese Sachverhalte mehrfach hingewiesen.

## Filmerbe-Institutionen
Die Association des Cinémathèques Européennes ist ein Verbund von 42 regionalen und nationalen Filmarchiven in Europa, der das europäische Filmerbe bewahren will, so dass es auch nachfolgenden Generationen zur Verfügung steht. In Deutschland bewahrt das Bundesarchiv den größten Anteil des überlieferten Filmerbes. Unterstützt wird die Behörde der Bundesrepublik Deutschland von der Friedrich-Wilhelm-Murnau-Stiftung, der Transit Film GmbH München und der DEFA-Stiftung. Bedeutende Bestände von nur in ihren Archiven erhaltener Titel bewahren auch die Stiftung Deutsche Kinemathek, das Deutsche Filminstitut und Filmmuseum sowie weitere deutsche Archive. In Österreich ist das Filmarchiv Austria die bedeutendste Sammlung des nationalen Filmerbes. In der Schweiz übernimmt diese Aufgabe das Schweizer Filmarchiv. Das Internet-Portal filmarchives online macht den Zugriff auf Bestandsübersichten zahlreicher europäischer Filmarchive möglich und schafft damit einen europaweiten Verbund archivarischer Filmdatenbanken.

### Bedrohung des Filmerbes
Nicht nur die mangelnde (digitale) Zugänglichkeit des analogen Filmerbes gefährdet dessen Wahrnehmung. Durch den fortschreitenden chemischen Zerfall der Cellulosenitrat- oder Cellulosediacetat-Negative ist das analoge Filmerbe auch in seinem physischen Bestand stark gefährdet. Auch der sogenannte Sicherheitsfilm, der seit den 1950er Jahren in der professionellen Filmproduktion eingesetzt wird, hat nur eine begrenzte Lebensdauer. Verschiedene Zerfallsszenarien bedrohen diesen Bestand, darunter Farbveränderungen bei verschiedenen Verfahren und das sogenannte Essigsäure-Syndrom, das sowohl Farb- als auch Schwarzweißfilme auf Cellulosediacetat betrifft. Geeignete klimatische Bedingungen (Temperatur, Luftfeuchtigkeit) sind notwendig, um die Zersetzungsprozesse zu verlangsamen und damit Zeit für notwendige Maßnahmen wie Restaurierung und Digitalisierung zu gewinnen. Mit der Norm DIN EN 17650:2022-10, ein Rahmenwerk für die digitale Erhaltung von kinematografischen Werken – das sogenannten Cinema Preservation Package – wurde ein europäischer Standard für die Langzeiterhaltung des Filmerbes in digitalisierter Form entwickelt. Eine Handreichung für sachgerechtes Verfahren bei Digitalisierungen hat der Kinematheksverbund entwickelt.

### Anerkennungen und Auszeichnungen für die Bewahrung des Filmerbes
Als Anerkennung für den Einsatz zum Erhalt des Filmerbes werden in Deutschland zwei (undotierte) Preise vergeben. Mit dem Reinhold Schünzel-Preis werden seit dem Jahr 2004 im Rahmen des CineFests Personen ausgezeichnet, die sich um die Pflege, Bewahrung und Verbreitung des deutschen Filmerbes verdient gemacht haben. Der Ehrenpreis des Kinematheksverbunds für Verdienste um die Filmkultur und das Filmerbe wird seit 2016 im Rahmen der Verleihung des Kinopreise des Kinematheksverbunds vergeben.
Darüber hinaus veranstaltet seit 2016 die Deutsche Kinemathek das Filmerbe-Festival „Film Restored“, bei dem neu digitalisierte und restaurierte Filme aus Filmarchiven und Filmerbeeinrichtungen präsentiert werden.